# Ateuchus rispolii
Ateuchus rispolii är en skalbaggsart som beskrevs av Martinez 1952. Ateuchus rispolii ingår i släktet Ateuchus och familjen bladhorningar. Inga underarter finns listade.